# Amtsbezirk Tyrstrup
Der Amtsbezirk Tyrstrup war ein Amtsbezirk im Kreis Hadersleben in der Provinz Schleswig-Holstein.
Der Amtsbezirk wurde 1889 gebildet und umfasste die folgenden Gemeinden: 
1. Aller
2. Boiskov
3. Fauerwraa
4. Seggelund
5. Skovhuus
6. Skovrup
7. Stubbum
8. Taarning
9. Tyrstrup
10. Winderup-Faustrup

Skovrup wurde 1895 nach Tyrstrup eingemeindet. 1920 wurde der Amtsbezirk aufgelöst und die Gemeinden aufgrund der Volksabstimmung in Schleswig an Dänemark abgetreten.